# Clear Lake Shores (Teksas)
Clear Lake Shores je grad u američkoj saveznoj državi Teksas. Prema popisu stanovništva iz 2010. u njemu je živjelo 1.063 stanovnika.